# Andy Hui Chi-On
Andy Hui Chi-On (Hongkong, 1967) (jiaxiang: Guangdong, Kanton, Panyu) is een Hongkongse Cantopopzanger, liedjesschrijver en acteur.
Hij verscheen in ongeveer vijfentwintig films.
Hij is een van de bekendste mensen in de Chinese muziek. Hij heeft veel liedjes in het Standaardkantonees en Standaardmandarijn geschreven. In 1996 kreeg hij zijn eerste muziekcontract. Zijn zangcarrière kreeg een echte status in 2001 toen hij de prijs van meest geliefde manlijke zanger kreeg.
In 2004 werd hij als een van de 'New Four Heavenly Kings' genoemd, samen met Hacken Lee, Leo Ku en Edmond Leung. Deze vervingen de 'Four Heavenly Kings' Jacky Cheung, Andy Lau, Aaron Kwok en Leon Lai.

## Discografie
- Break and Reform Collection (1991)
- Loving You (1992)
- Alive! (1992)
- Sunshine After the Rain (1993)
- Never Love Like This (1993)
- Unique (1994)
- Heart (1994)
- Unless You Tell Me (1994)
- Paradise Lost (1995)
- Good Andy Hui 98 Concert (1998)
- Faith with Heart (1999)
- Andy Hui 99 Live in Concert (1999)
- Faith in Love (1999)
- The End of 20th Century Collection (1999)
- We Want Happiness (1999)
- Sound and Vision 46 Collection (1999)
- Believe in Love (2000)
- On Hits (New + Best Selections) (2002)
- My Story (2003)
- Life in Music (New + Best Selections) (2004)
- Couldn't Be Better (2004)
- Back Up (2004)
- Encore Concert (2005)
- First Round Concert (2005)
- Cantonese New + Best Collection (2005)
- In the Name of... (2006)
- Kong Qian Jue Hou (2007)
- Zi Dao / Zi Chuan – (New Song + Selection) (2009)
- Ge Ren – Mandarin CD (2009)
- On and On (2011)
- New Heaven (2014)
- Come on Enjoy the Best (New Song + Selection) (2015)

## Filmografie
- First Shot (1993)
- Future Cops (1993)
- Tequila (1993)
- Cop Image (1994)
- Wonder Seven (1994)
- Dr. Mack (1995)
- Huan le shi guang (Happy Hour) (1995)
- Who's the Woman, Who's the Man? (1996) [cameo]
- Mystery Files (1996)
- Swallowtail Butterfly (1996)
- Feel 100%...Once More (1996)
- Love Amoeba Style (1997)
- Ah Fai the Dumb (1997)
- Love Is Not a Game, But a Joke (1997)
- A Love Story (1998)
- Marooned (2000)
- Nightmares in Precinct 7 (2001)
- Killing End (2001)
- Interactive Murders (2002)
- Give Them a Chance (2003)
- Sex and the Beauties (2003)
- Koma (2004)
- Six Strong Guys (2004)
- To Grow with Love (Lush Field Happy Times) (2006)
- Silence (2006)
- Dressage to Win (2008)
- ICAC Investigators 2009 (2009)
- Claustrophobia (2009)
- Split Second Murders (2009)
- 72 Tenants of Prosperity (2010)
- Summer Love Love (2011)
- A Big Deal (2011)
- I Love Hong Kong 2012 (2012)
- Nessun Dorma (2016)